# Association Typographique Internationale
De Association Typographique Internationale, of ATypI, is een internationale non-profitorganisatie toegewijd aan typografie.

## De organisatie
ATypI werd in 1957 opgericht door Charles Peignot, van de Franse lettergieterij Deberny & Peignot. De leden van de organisatie zijn afkomstig uit de typografische gemeenschap van over de hele wereld, met name letterontwerpers, vertegenwoordigers van de lettergieterijen, grafisch ontwerpers en typografen.
De organisatie wordt geleid door een gekozen bestuur. Ieder bestuurslid wordt door de Algemene Vergadering gekozen voor een termijn van drie jaar. De huidige leden van het bestuur zijn: Carolina Laudon (president), Jo De Baerdemaeker (vice-president), Crystian Cruz (vice-president), Simon Daniels (treasurer), Petra Černe Oven (secretary), Jean-Baptiste Levée, Yves Peters, Jason Pamental, Gloria Kondrup, Sonja Knecht, César Puertas, Rathna Ramanathan, Tetsuo Sakamura, en Alexandra Korolkova. Tamye Riggs werd aangeduid als executive director in December 2015. Eerdere voorzitters waren Charles Peignot, John Dreyfus, Tage Bolander, Martin Fehle, Ernst-Erich Marhencke, Mark Batty, Jean François Porchez, Gerry Leonidas, Jose Scaglione, en John D. Berry.
Doelstellingen – de ATypI heeft als doel:
- het bevorderen van het ontwerpen van nieuwe lettertypen, en het verkrijgen van wettelijke bescherming voor lettertypen in de vorm van wetten en internationale overeenkomsten;
- zich te verzetten tegen het illegaal kopiëren van lettertypen met alle mogelijke middelen;
- ervoor te zorgen dat de leden op de hoogte zijn van de wetten die industriële en intellectuele eigendomsrechten en auteursrechten beschermen;
- te ondersteunen bij het werken aan de oprichting van een internationale overeenkomst die specifiek letterontwerp en grafisch ontwerp beschermt;
- te voorzien in een arbitrageprocedure die over typografische zaken beslist;
- contact te onderhouden en samen te werken met organisaties en verenigingen over de hele wereld die dezelfde doelen nastreven;
- het opzetten van een internationaal documentatiecentrum voor typografische onderwerpen;
- om een informatie- en coördinatiecentrum te zijn voor de leden, om te voorkomen dat ze aansprakelijk gesteld kunnen worden voor schade te wijten aan de onwetendheid of het werk van andere mensen;
- om leden te ondersteunen bij de bescherming van hun typografische belangen;
- op te treden als scheidsrechter in typografische verschillen tussen de leden onderling of tussen leden en derden;
- het bevorderen van kennis over typografische onderwerpen, door het organiseren van tentoonstellingen en bijeenkomsten, door het uitgeven van publicaties, het maken van films en andere public relations evenementen.

## Conferentie
De ATypI conferentie vindt elk jaar in een andere stad op de wereld plaats. Het evenement wordt georganiseerd met steun van de lokale leden en instellingen.
|    | Jaar | Stad              | Land                | Website        |
| -- | ---- | ----------------- | ------------------- | -------------- |
| 1  | 1957 | Lausanne          | Zwitserland         |                |
| 2  | 1958 | Düsseldorf        | West-Duitsland      |                |
| 3  | 1959 | Parijs            | Frankrijk           |                |
| 4  | 1960 | Parijs            | Frankrijk           |                |
| 5  | 1961 | Zandvoort         | Nederland           |                |
| 6  | 1962 | Verona            | Italië              |                |
| 7  | 1963 | Wenen             | Oostenrijk          |                |
| 8  | 1964 | Cambridge         | Verenigd Koninkrijk |                |
| 9  | 1965 | Zürich            | Zwitserland         |                |
| 10 | 1966 | Mainz             | West-Duitsland      |                |
| 11 | 1967 | Parijs            | Frankrijk           |                |
| 12 | 1968 | Frankfurt am Main | West-Duitsland      |                |
| 13 | 1969 | Praag             | Tsjecho-Slowakije   | *              |
| 14 | 1970 | Brugge            | België              |                |
| 15 | 1971 | Londen            | Verenigd Koninkrijk |                |
| 16 | 1972 | Barcelona         | Spanje              |                |
| 17 | 1973 | Kopenhagen        | Denemarken          |                |
| 18 | 1974 | Parijs            | Frankrijk           |                |
| 19 | 1975 | Warschau          | Polen               |                |
| 20 | 1976 | Hamburg           | West-Duitsland      |                |
| 21 | 1977 | Lausanne          | Zwitserland         |                |
| 22 | 1978 | München           | West-Duitsland      |                |
| 23 | 1979 | Wenen             | Oostenrijk          |                |
| 24 | 1980 | Bazel             | Zwitserland         |                |
| 25 | 1981 | Mainz             | West-Duitsland      |                |
| 26 | 1982 | Beaune            | Frankrijk           |                |
| 27 | 1983 | Berlijn           | Duitsland           |                |
| 28 | 1984 | Londen            | Verenigd Koninkrijk |                |
| 29 | 1985 | Kiel              | West-Duitsland      |                |
| 30 | 1986 | Bazel             | Zwitserland         |                |
| 31 | 1987 | New York          | Verenigde Staten    |                |
| 32 | 1988 | Frankfurt am Main | West-Duitsland      |                |
| 33 | 1989 | Parijs            | Frankrijk           |                |
| 34 | 1990 | Oxford            | Verenigd Koninkrijk |                |
| 35 | 1991 | Parma             | Italië              |                |
| 36 | 1992 | Boedapest         | Hongarije           |                |
| 37 | 1993 | Antwerpen         | België              |                |
| 38 | 1994 | San Francisco     | Verenigde Staten    |                |
| 39 | 1995 | Barcelona         | Spanje              |                |
| 40 | 1996 | Den Haag          | Nederland           |                |
| 41 | 1997 | Reading           | Verenigd Koninkrijk | *              |
| 42 | 1998 | Lyon              | Frankrijk           | *              |
| 43 | 1999 | Boston            | Verenigde Staten    | *              |
| 44 | 2000 | Leipzig           | Duitsland           | *              |
| 45 | 2001 | Kopenhagen        | Denemarken          | *              |
| 46 | 2002 | Rome              | Italië              | *              |
| 47 | 2003 | Vancouver         | Canada              | *              |
| 48 | 2004 | Praag             | Tsjechië            | *              |
| 49 | 2005 | Helsinki          | Finland             | *              |
| 50 | 2006 | Lissabon          | Portugal            | *              |
| 51 | 2007 | Brighton          | Verenigd Koninkrijk | *              |
| 52 | 2008 | Sint-Petersburg   | Rusland             | *              |
| 53 | 2009 | Mexico-Stad       | Mexico              | *              |
| 54 | 2010 | Dublin            | Ierland             | *              |
| 55 | 2011 | Reykjavík         | IJsland             | Aangekondigd – |
| 56 | 2012 | Jerevan           | Armenië             | Voorgesteld –  |
| 57 | 2013 | Amsterdam         | Nederland           |                |

## Prix Charles Peignot
Elke vier of vijf jaar reikt de ATypI de Prix Charles Peignot for Excellence in Type Design uit aan een ontwerper van onder de 35, die een uitzonderlijke bijdrage heeft geleverd aan het veld. De winnaar wordt gekozen door een door het bestuur ingesteld comité. Winnaars van de prijs waren Claude Mediavilla (1982), Jovica Veljović (1985), Petr van Blokland (1988), Robert Slimbach (1991), Carol Twombly (1994), Jean François Porchez (1998), Jonathan Hoefler (2002), Christian Schwartz (2007), Alexandra Korolkova (2013), David Jonathan Ross (2018).